# Hofenacker SH

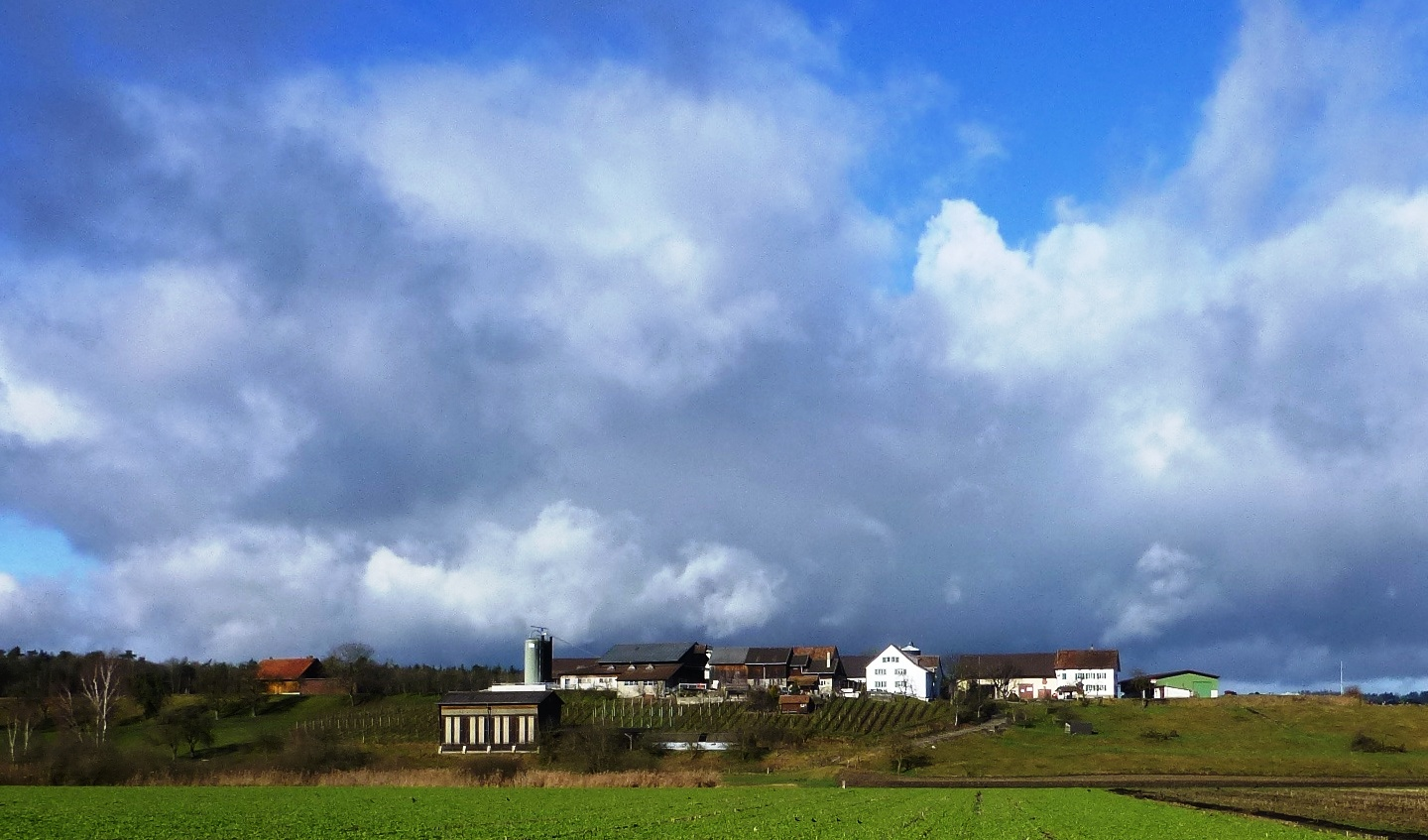
Hofenacker von Deutschland (Rielasingen) aus gesehen

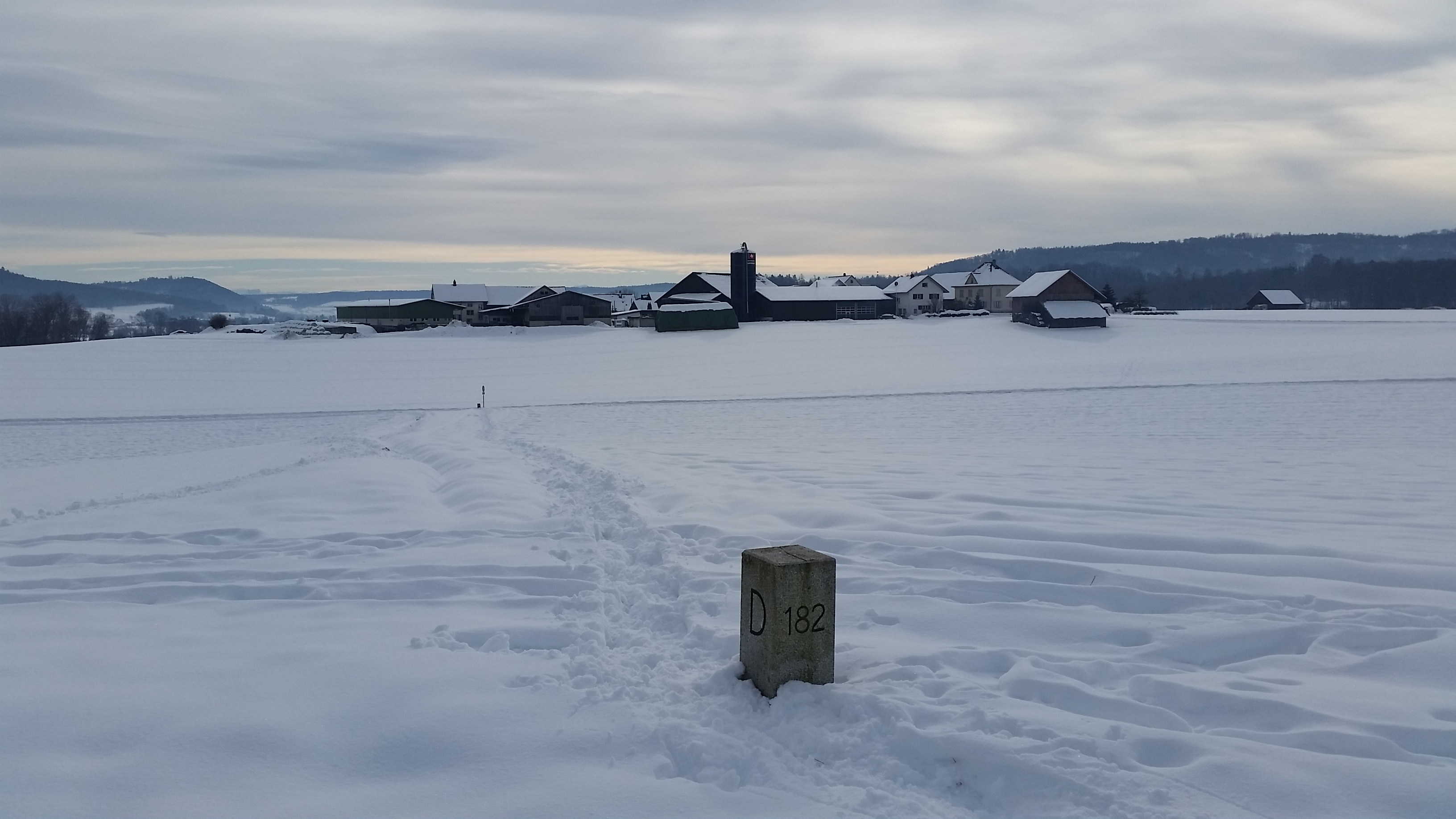
Hofenacker von Norden aus gesehen mit Grenzstein Nr. 182 im Vordergrund

Hofenacker ist ein kleiner Weiler der Gemeinde Ramsen im östlichen Teil des Kantons Schaffhausen in der Schweiz.

## Geographie

Grenzwachtpatrouille in Hofenacker

Zur Zeit des Ersten Weltkriegs

Hofenacker ist einer der vier Weiler, welche zur Gemeinde Ramsen gehören. Er zählt 22 Einwohner (Stand 31. Dezember 2012) und liegt nördlich vom Dorf, direkt an der deutschen Grenze.

## Geschichte
Hofenacker weist ein beachtliches Alter auf. Erstmals wurde es 1293 als Offenacker erwähnt, was sich mit der Zeit zu Hofenacker entwickelte.
Bis 1800 existierte in Hofenacker auch eine Ziegelei, welche ihren für die Produktion sehr wichtigen Ton im nahe gelegenen Wald abbaute. Aus der antiken Zeit vom Hofenacker stammt auch der Rebberg, welcher jedoch mit der Zeit verloren ging. Heute wurde er zu einem Teil neu bepflanzt und somit reift in Hofenacker der einzige Ramser Wein. Die Rebsorten sind Blauburgunder und Riesling x Silvaner.

## Spiesshof
Wenige hundert Meter nördlich von Hofenacker liegt der Spiesshof. Das ehemalige Restaurant, dessen Parkplatz in Deutschland lag, gehört heute zur Stiftung von Pfarrer Ernst Sieber. Es werden Menschen aufgenommen, welche Probleme mit Drogen oder sonstigen Suchtmitteln haben.